# Samkönat äktenskap

Samkönat äktenskap
Utländska äktenskap erkänns
Olika typer av partnerskap
Godkännande begärt av internationell domstol
Inget erkännande av homosexuella par

Äktenskap mellan två personer av samma kön, kallas även samkönat äktenskap, enkönat äktenskap, homoäktenskap eller könsneutralt äktenskap. Från 16 februari 2024 kan samkönat äktenskap ingås i följande 36 länder: Argentina, Australien, Belgien, Brasilien, Chile, Colombia, Costa Rica, Danmark, Ecuador, Estland, Finland, Frankrike, Grekland, Irland, Island, Kanada, Kuba, Luxemburg, Malta, Nederländerna, Norge, Nya Zeeland, Mexiko, Nepal, Portugal, 
Schweiz, Slovenien, Spanien, Storbritannien, Sverige, Sydafrika, Taiwan, Tyskland, Uruguay, USA och Österrike. Den 22 januari 2025 blir samkönade äktenskap även lagliga i Thailand.

## Läget i olika länder
Samkönade äktenskap tillåts nu (2024) i 36 av världens länder.
De allra flesta länder tillåter dock inte samkönade äktenskap. I Polen, Serbien, Lettland och Litauen har äktenskapet som ett förbund mellan man och kvinna skrivits in i grundlagen. Bakgrunden är att man oroar sig över följderna av utvecklingen inom EU.

Samkönade äktenskap förbjudna i grundlagen
Samkönade äktenskap förbjudna i grundlagen på grund av muslimsk lag eller moral
Inga begränsningar i grundlagen
I tvåfärgade områden gäller förbudet endast för muslimer

I muslimska länder är samkönade äktenskap i allmänhet förbjudna i grundlagen.

## Norden
Samkönat äktenskap tillåts i Danmark, Sverige, Norge, Finland och Island

### Danmark
Den 7 juni 2012 godkände Folketinget en ny äktenskapslag, som tillåter samkönade äktenskap. Lagen om samkönat partnerskap, som sedan 1989 hade kunnat registreras, upphörde att gälla och alla registrerade par betraktas numera som gifta. 
Vigsel kan ske i Danska folkkyrkan men enskilda präster har rätt att avstå från att viga samkönade par.
1 april 2016 utvidgades lagen till att även gälla Grönland. Lagen från 1 juli 1996 om samkönat partnerskap i Grönland annullerades samtidigt.
På Färöarna är samkönade äktenskap tillåtna sedan 1 juli 2017. Endast borgerliga vigslar tillåts.

### Sverige
I Sverige är det möjligt att ingå samkönade äktenskap borgerligt sedan den av riksdagen beslutade könsneutrala äktenskapslagstiftningen trädde i kraft 1 maj 2009. För religiös samkönad vigsel fordras beslut i respektive kyrka eller samfund. Inom Svenska kyrkan är det, efter kyrkomötets beslut, från 1 november 2009 möjligt att få kyrklig samkönad vigsel. Beslutet innebär samtidigt att ingen enskild präst har skyldighet att förrätta samkönad vigsel.
En begränsning för rätten att ingå samkönade äktenskap, förutom de sedvanliga äktenskapshindren i Sverige, föreligger i "Lag (1904:26 s.1) om vissa internationella rättsförhållanden rörande äktenskap och förmynderskap". Av portalparagrafen framgår att:
"Om två personer vill ingå äktenskap med varandra inför en svensk myndighet, ska det prövas om det finns något hinder mot äktenskapet enligt svensk lag.
Om ingen av dem är svensk medborgare eller har hemvist i Sverige, ska det dessutom prövas att var och en av dem har rätt att ingå äktenskapet enligt lagen i en efter eget val angiven stat där han eller hon antingen är medborgare eller har hemvist. Om båda begär det och det finns särskilda skäl, får dock prövningen ske med tillämpning av enbart svensk lag även i ett sådant fall."

### Norge
Norska Stortinget godkände 2008 en förändring av äktenskapslagen, så att samkönade äktenskap tilläts från 1 januari 2009. Kyrklig vigsel är möjlig, men Norska kyrkan och andra trossamfund är inte tvungna att viga samkönade par.

### Finland
Sedan den 1 mars 2017 är samkönade äktenskap tillåtna i Finland.

### Island
Isländska Alltinget beslöt, den 10 juni 2010, enhälligt tillåta att par av samma kön får gifta sig. Lagtexten ändrades från att gälla man och kvinna till två individer. Samtidigt avskaffades också det registrerade partnerskapet eftersom det inte längre fyllde någon funktion.

## Europa

### Europeiska unionen
Den 12 mars 2015 antog Europaparlamentet en resolution som erkänner rätten att ingå äktenskap som en fråga om mänskliga och medborgerliga rättigheter även för par av samma kön.[källa behövs]
Konventionen stöddes av alla deltagande ledamöter från Lettland, Luxemburg, Sverige, Belgien, Bulgarien, Estland, Finland, Rumänien, Spanien, Nederländerna, Portugal, Danmark, Tyskland, Frankrike och Italien.

### Nederländerna
Nederländerna tillät samkönat äktenskap 2001 och var därmed det första landet att tillåta detta. Mer än 30 länder har sedan dess följt Nederländerna och tillåtit samkönade äktenskap. Sedan 2001 har mer än 15 000 homosexuella par gift sig. Vid midnatt den 1 april 2001 vigdes ett kvinnligt och tre manliga par av Amsterdams borgmästare vilket var den första lagliga homosexuella vigselceremonin i världen. När Nederländerna tillät samkönade äktenskap tilläts även rätten för homosexuella par att adoptera. Detta steg uppskattades mycket av homosexuella grupper runt om i världen.

### Belgien
Belgien blev det andra landet i världen som införde samkönade äktenskap när en lag som hade godkänts av Belgiens federala parlament trädde i kraft den 1 juni 2003. Sedan 2006 kan samkönade par adoptera på samma villkor som blandkönade par.

### Spanien
Den nyvalda regeringen från Spanska socialistiska arbetarpartiet tog år 2004 upp frågan om samkönade äktenskap. Efter en  omfattande debatt godkändes äktenskapslagen av Spaniens parlament Cortes Generales den 30 juni 2005 och trädde i kraft tre dagar senare, den 3 juli. Spanien blev därmed det tredje landet i världen som godkänner enkönade äktenskap.

### Frankrike
Frankrikes nationalförsamling godkände den 23 april 2013 en lag som tillåter äktenskap mellan två personer av samma kön. Den godkändes med tydlig majoritet (331 för och 225 mot), efter att Franska senaten hade godkänt lagen den 12 april.

### Irland
Irland blev världens tjugonde land att tillåta samkönade äktenskap 2015. Efter den första folkomröstning gällande samkönade äktenskap så röstade majoriteten på 62% ja. Omröstningen väckte stort engagemang och folk reste hem till Irland bara för att lägga sin röst. Det som skilde mellan ja- och nej-sägarna var främst åldern, de äldre tänkte rösta nej medan de yngre tänkte rösta ja. Denna omröstning blev mycket uppmärksammad på grund av att Irland är främst ett katolskt land och den katolska kyrkan har en stark ställning i Irland.

### Tyskland
Tyskland legaliserade samkönade äktenskap den 30 juni 2017. Detta skedde efter att Tysklands förbundskansler Angela Merkel annonserat att hon önskar en framtida omröstning i parlamentet där varje ledamot av Kristdemokraterna ska rösta enligt sitt samvete och inte behöva följa partiets linje i denna fråga. Den 30 juni godkände tyska parlamentet förslaget med 393 ledamöter för förslaget, 226 röstade nej samt 4 lade ner sin röst. Det första samkönade giftermålet i Tyskland skedde i oktober 2017.

### Schweiz
Samkönade äktenskap tillåts i Schweiz från och med den 1 juli 2022 efter att nästan två tredjedelar av de röstande i en folkomröstning i september året före godkänt förslaget. Lagen om registrerat partnerskap upphör samtidigt att gälla och par som har gift sig utomlands räknas därefter som gifta.

### Slovenien
En dom i Sloveniens högsta domstol i juli 2022 fastställde att landets lagstiftning om samkönade par stred mot grundlagen och beordrade  parlamentet att legalisera samkönade äktenskap och låta samkönade par adoptera. Den 4 oktober röstade det slovenska parlamentet för en lag enligt domstolens förslag.  Slovenien blev därmed det artonde  landet i Europa och det första i Östeuropa som infört samkönade äktenskap.

### Polen
Polen är ett av de EU-länder som fortfarande inte erkänner samkönade äktenskap. Landets högsta domstol meddelade dock i november 2022 att landets grundlag inte skall tolkas som att samkönade äktenskap är förbjudna. Domen öppnar upp för att samkönade äktenskap som ingåtts utanför Polen kan godkännas.

### Estland
Det estländska parlamentet röstade i juni 2023 för att infoga samkönade äktenskap i familjelagstiftningen. Registrerat partnerskap har varit tillåtet i Estland sedan 2014 och registrerade par kan behålla sin status eller omvandla den till äktenskap när lagen träder i kraft den 1 januari 2024.

### Grekland
Den 15 februari 2024 godkände det 
Hellenska parlamentet en lag om samkönade äktenskap, som det första ortodoxa land någonsin. Registrerat partnerskap mellan personer av samma kön har redan tidigare varit tillåtet i Grekland, men med den nya lagen får båda parter i ett samkönat äktenskap föräldrarrättighet till sina barn och möjlighet att adoptera.

## Nord- och mellanamerika

### Kanada
I Kanada godkändes giftermål mellan personer av samma kön successivt i flera olika provinser från år 2003. Den 20 juli 2005 infördes genom Civil Marriage Act samkönade äktenskap i hela landet. Kanada blev därmed det fjärde landet i världen, och det första utanför Europa, som införde könsneutrala äktenskap.

### USA
I USA är frågan om samkönade äktenskap kontroversiell. I 36 delstater kunde två personer av samma kön fram till 2015 ingå äktenskap, men det finns federala lagar som slår fast att ingen delstat behöver ta hänsyn till lagar i andra delstater som jämställer andra typer av förhållanden än sådana mellan en man och en kvinna med äktenskap. Sedan den 26 juni 2015 är samkönade äktenskap lagliga även i de övriga 14 delstaterna samt i District of Columbia; legaliseringen skedde efter att USA:s högsta domstol, med röstsiffrorna 5–4, bedömt att hindret mot personer av samma kön att ingå äktenskap stred mot USA:s konstitution.

### Mexiko
Samkönade äktenskap har varit tillåtna i Mexico City sedan 2010 och successivt har  fler delstater tillkommit. De gifta har dock haft samma rättigheter som tvåkönade par i samtliga stater oberoende av var äktenskapet ingåtts. Den 27 oktober 2022 röstade parlamentet i 
Tamaulipas, som sista delstat, ja till samkönade äktenskap som nu är tillåtna i hela landet.

### Costa Rica
Samkönade vigslar är tillåtna i Costa Rica sedan 26 maj 2020 efter ett beslut i högsta domstolen. Costa Rica är därmed det första landet i Mellanamerika som godkänner  samkönade äktenskap.

### Kuba
Efter en folkomröstning den 26 september 2022 kan samkönade äktenskap ingås på Kuba.

## Övriga länder

### Nigeria
Bland igbofolket har samkönade äktenskap mellan kvinnor en lång tradition och är socialt accepterat inom folkgruppen. Äktenskapen har en praktisk betydelse och den ena kvinnan tar på sig rollen som make. Den 7 januari 2014 undertecknade den dåvarande presidenten Jonathan Goodluck en ny lag, Same Sex Marriage Prohibition Bill, som bland annat innebär att den som ingår ett samkönat äktenskap, de som bevittnar eller medverkar till ett samkönat äktenskap kan dömas till mellan 10 och 14 års fängelse.

### Sydafrika
Samkönade äktenskap är tillåtna i Sydafrika sedan den 30 november 2006 efter att Sydafrikas parlament, i två steg, hade godkänt lagen Civil Union Act. 
De två första paren vigdes redan dagen efter, den 1 december 2006, i staden George i Västra Kapprovinsen.
Sydafrika är för närvarande (2019) det enda landet i Afrika som tillåter samkönade äktenskap.

### Nya Zeeland
Samkönade äktenskap legaliserades av Nya Zeelands parlament den 19 april 2013 och lagen trädde ikraft sex månader senare, den 19 augusti 2013. Nya Zeeland är det första landet i Oceanien som tillåter samkönade äktenskap.

### Chile
Det första samkönade paret i Chile vigdes den 10 mars 2022 efter att en  lag som godkänts av president Sebastián Piñera i december 2021 trätt i kraft. Registrerat partnerskap mellan personer av samma kön har varit tillåtet i Chile sedan år 2015.

### Nepal
År 2007 beordrade Nepals högsta domstol myndigheterna att undersöka möjligheterna för samkönade äktenskap och år 2015 rekommenderade utredningen en ändring av  äktenskapslagen. Flera regeringar har dock misslyckats med att få parlamentet att ändra lagen. År 2023 lät högsta domstolen upprätta ett interimregister för samkönade äktenskap i väntan på att lagen skall antas. Den 29 november samma år registrerades det första samkönade äktenskapet i Nepal.

### Thailand
I juni 2024 godkände Thailands parlament ett lagförslag om samkönade äktenskap. Lagen underskrevs av kung Maha Vajiralongkorn och offentliggjordes den 22 september samma år. Thailand blir därmed det tredje landet i Asien som godkänner samkönade äktenskap.
Ett massbröllop för fler än 1 000 samkönade par planeras äga rum när lagen träder i kraft den 22 januari 2025.

## Registrerat partnerskap
I många lagstiftningar finns registrerat partnerskap som en motsvarighet till äktenskap för personer av samma kön. Så var fallet också i Sverige från 1995 tills beslutet om samkönade äktenskap fattades.

## Debatt
Debatten om vigselrätt är intensiv i större delen av västvärlden.
Bland förespråkare finns HBTQ-organisationer och många liberala och socialistiska organisationer. Dessa anser ofta att
- artikel 12 i Europakonventionen, som ger alla medborgare rätt att ingå äktenskap, fordrar äktenskap för två personer av samma kön,
- heterosexuella och homosexuella relationer skall vara lika inför lagen,
- det är orimligt att kräva att en person måste vara ogift för att genomgå könskorrigering,[källa behövs]
- äktenskap för alla hindrar diskriminering mot homosexuella i de sammanhang där gifta personer och par särbehandlas, såsom kreditvärdighet, arvsrätt och så vidare och
- att legalisering inte kommer att innebära någon förändring för heterosexuella par.

Motståndare är framför allt konservativa organisationer.[källa behövs] Vissa förespråkar registrerat partnerskap, medan andra anser att samlevnad mellan personer av samma kön är berättigad men bör vara oregistrerad, och åter andra är motståndare till alla homosexuella förhållanden. Dessa anser ofta att
- äktenskap bland man och kvinna finns i nästan alla kulturer i hela världen, och att detta tillsammans med modern forskning tyder på att äktenskap mellan man och kvinna är anpassat efter människans biologiska natur,
- samkönat äktenskap strider mot FN:s barnkonvention eftersom barn i möjligaste mån bör växa upp med båda biologiska föräldrar, något som blir mer invecklat om en eller båda biologiska föräldrar är gift med en person av samma kön,
- barn enbart föds i en relation mellan man och kvinna, och en relation som kan skapa ett barn skulle behöva en juridisk särställning (och även att barnafödande allmänt skulle minska drastiskt på grund av homoäktenskap)
- äktenskapet enligt lag bland annat omfattar faderskapspresumtionen, som är orimlig att tillämpa på två personer av samma kön,
- länder där äktenskap mellan personer av samma kön är lagligt innebär minskade möjligheter för alla att adoptera från främmande länder,
- i de flesta kulturer definieras själva begreppet äktenskap som ett förbund mellan man och kvinna,
- könsneutrala äktenskap skulle kunna öppna för barnäktenskap och månggifte,[63][64] eller äktenskap med djur.
- heterosexuella människor skulle sluta gifta sig då de skulle anse äktenskap är besudlade av att homoäktenskap tillåts.
- män, kvinnor, homo- och heterosexuella är biologiskt och psykologiskt olika på så sätt att en man och kvinna kompletterar varandra och att
- äktenskap mellan man och kvinna skyddar trohet, men en annan syn på trohet är vanlig i gaykulturen.[65] (Se Bevara Äktenskapet.)

## Allmän åsikt
Det har gjorts många opinionsundersökningar och studier om frågan, inklusive de som slutfördes under det första decenniet under 2000-talet. En konsekvent trend med ökat stöd för samkönat äktenskap har uppenbarats över hela världen, ofta driven till stor del av ett betydande generationsklyfta i stöd. Opinionsundersökningar som genomfördes i utvecklade demokratier under det första decenniet av 2000-talet visar att en majoritet av människor stöder samkönat äktenskap. Stöd till legalt samkönat äktenskap har ökat i alla åldersgrupper, politisk ideologi, religion, kön, ras och region i olika utvecklade länder i världen.
En undersökning av Pew Research Center, som genomfördes mellan april och augusti 2017 och publicerad i maj 2018, visade att 88 procent av svenskarna stödde samkönat äktenskap medan endast 7 procent motsatte sig till samkönat äktenskap.